# Голям александър
Големият александър (Psittacula eupatria) е член на разред Папагалоподобни (Psittaciformes) и на семейство Psittaculidae. Видът е наречен на Александър Велики, за който се смята, че е донесъл голям брой екземпляри от вида от региона Пунджаб в много европейски и средиземноморски региони и страни, където са били смятани за ценни притежания на благородници и кралски особи.
Видът се е натурализирал в множество европейски държави, особено в Германия, южна Англия, Белгия, Гърция, западна Турция и Нидерландия, където живее наред с ята от натурализирани папагали от вида Крамеров папагал (Psittacula krameri).

## Физическо описание
Видът достига до 58 cm, крилата достигат средно 18.9–21.5 cm а опашката -- 21.5-35.5 cm. Възрастните индивиди обичайно тежат между 200 и 300 g. Като цяло оперението е зелено със синьо-сив отблясък по бузите и тила, особено при мъжките. Коремът е жълто-зелен, горната част на средните опашни пера са синкаво-зелени, външните опашни пера са целени, докато перата под опашката са изцяло жълти. Всички папагали от вида голям александър (без значение от възрастта, пола или принадлежността към определен подвид), има червеникаво-кафяво петно в горния край на крилете (на рамената). Горната и долната части на клюна са червени с жълто накрая. Ирисите на възрастните са жълтеникаво-бели и околоочните пръстени са светлосиви. Краката са сиви, с изключение на подвида P. e. siamensis (обитаващ Лаос или Сиам), при който са жълтеникаво-сиви.
С напредване на възрастта (след третата година нататък) видът проявява полов диморфизъм. Незрелите индивиди и от двата пола приличат на възрастните женски, но са с по-убити цветове. Възрастните мъжки винаги се характеризират с черен пръстен на врата и голяма розова ивица на тила. Мъжките често имат тясна синьосива ивица над яркорозовата ивица на тила. Възрастните женски често имат пръстен на врата в цвят, вариращ от светло до тъмно сиво, и никога на това място нямат черни пера. Младите добиват оперението на възрастни на възраст между 18 и 30 месеца, но в някои случаи могат да го добият и на 12 месеца, а в други да останат с младежкото си оперение дори и на 36 месеца. В резултат на това, може да е трудно със сигурност да се определи пола на големия александър до навършване на тригодишна възраст.
Младите мъжки могат да бъдат идентифицирани когато поникнат черните пера на техните вратни пръстени и/или розовите пера на тилните им ивици. Възрастните индивиди, които нямат нито черни пера на врата, нито розови пера на тила, обикновено се оказват женски.

## Таксономия
На база географското разпространение, са идентифицирани следните подвидове, много от които алопатрични:
- Psittacula eupatria eupatria, номинален подвид – Източна Индия до Андхра Прадеш на юг, Шри Ланка.
- Psittacula eupatria avensis, индобирмански голям александър – Североизточна Индия до Кяйками в Мианмар
- Psittacula eupatria magnirostris – Андамански острови
- Psittacula eupatria nipalensis, непалски голям александър – Източен Афганистан, Пакистан, северна и централна Индия, Непал, Бутан до Асам в североизточна Индия.
- Psittacula eupatria siamensis, лаоски голям александър, сиамски голям александър – Виетнам, Камбоджа, Лаос, северен и източен Тайланд.

## Размножаване в природата
Размножителният сезон на големия александър в естественото му местообитание трае от ноември до април. Обичайно в едно люпило има 2–4 яйца с размери около 34.0 x 26.9 mm. Средният инкубационен период е 28 дни, като обикновено започва със снасянето на второто яйце. Пиленцата се оперушинват около седмата си седмица. До около третата седмица родителите се грижат за тях и ги учат, между третия и четвъртия месец вече стават самостоятелни.
В Пакистан видът е критично застрашен, особено в провинция Пунджаб. Причините са основно редуциране на хабитата (изсичане на стари дървета) и прекомерно бракониерство за диви млади индивиди. Пазарното търсене за папагали от вида е довело до драстично намаляване на популацията от вида. Въпреки че продажбата им в Пакистан е официално забранена, могат да бъдат открити в свободна продажба.

## Хранене
В природата видът се храни със семена, ядки, едри и дребни плодове, цветни пъпки, цветове и нектар. Видът причинява значителни вреди на плодните градини, зърнените култури и посевите от ориз и царевица.
В изкуствени условия е необходим пресен микс (със или без изсушени плодове и/или зеленчуци) от разнообразни семена, зърна и ядки, които представляват типичната му диета и в природата.